# Jakub Arct
Jakub Gwidon Arct (ur. 28 czerwca 1865 w Sądowej Wiszni, zm. 11 maja 1933 w Łodzi) – generał brygady Wojska Polskiego, doktor medycyny.

## Życiorys
Urodził się 28 czerwca 1865 roku w Sądowej Wiszni, powiecie mościskim ówczesnego Królestwa Galicji i Lodomerii, w rodzinie Ignacego i Józefy z Raabów. Po ukończeniu gimnazjum i uzyskaniu matury studiował na Uniwersytecie Jagiellońskim w Krakowie. Do austriackiej armii wstępuje w 1891 roku. Po ukończeniu kursu w 1904 roku lekarz sztabowy. Piastował m.in. stanowisko szefa sanitarnego twierdzy i garnizonu Przemyśl. Od 14 grudnia 1914 komendant Szpitala Zapasowego w Wadowicach. W armii Austro-Węgier służy do 1917 roku, ostatnie zajmowane stanowisko to szef sanitarny korpusu armii.
W połowie grudnia 1918 roku został komendantem Szpitala Załogi w Wadowicach, a 23 grudnia tego roku został wyznaczony na stanowisko lekarza sztabowego Wadowickiego Okręgu Wojskowego.
3 lutego 1919 roku został formalnie przyjęty do Wojska Polskiego z byłej armii austro-węgierskiej, z zatwierdzeniem rangi pułkownika lekarza. Od 13 lutego tego roku na stanowisku szefa sanitarnego w Dowództwie Okręgu Generalnego „Łódź” w Łodzi. 29 maja 1920 roku został zatwierdzony z dniem 1 kwietnia 1920 roku w stopniu pułkownika, w korpusie lekarskim, w grupie oficerów byłej armii austriacko-węgierskiej.
Z dniem 1 października 1921 roku urlopowany. Z dniem 1 stycznia 1922 roku został przeniesiony w stan spoczynku, w stopniu pułkownika lekarza, z prawem noszenia munduru. 26 października 1923 roku Prezydent RP Stanisław Wojciechowski zatwierdził go w stopniu generała brygady.
Na emeryturze zamieszkał w Łodzi, gdzie od 1924 roku do śmierci był dyrektorem łódzkiej Kasy Chorych. Zmarł 11 maja 1933 roku w Łodzi.
Jakub Arct był żonaty z Herminą z Birnbaumów, z którą miał troje dzieci: Lotariusza Pawła (1900–1938), Zofię (ur. 21 sierpnia 1901) i Olgę (ur. 24 maja 1905).
Major pilot Lotariusz Paweł Arct zginął śmiercią lotnika 13 grudnia 1938 roku, jako dowódca II/1 dywizjonu bombowego. Wraz z nim zginął śmiercią lotnika kapral strzelec samolotowy radiotelegrafista Włodzimierz Pieregut.

## Awanse
- asystent lekarza (niem. Assistenzarzt) - ?[10]
- starszy lekarz (niem. Oberarzt) - 1891[11]
- lekarz pułku (niem. Regimentsarzt) - 1894[12]
- lekarz sztabowy (niem. Stabsarzt) - 1908[13]
- starszy lekarz sztabowy 2 klasy (niem. Oberstabsartzt 2. Klasse) - 1914[14]
- starszy lekarz sztabowy 1 klasy (niem. Oberstabsartzt 1. Klasse) - 1 listopada 1917[15]

## Ordery i odznaczenia
- Krzyż Oficerski Orderu Franciszka Józefa z dekoracją wojenną
- Krzyż Kawalerski Orderu Franciszka Józefa z dekoracją wojenną i mieczami
- Złoty Krzyż Zasługi Cywilnej z koroną
- Gwiazda Przemyśla